# Phillip Sjøen
Phillip Sjøen, né le 24 décembre 1995 à Oslo, est un sauteur à ski norvégien.

## Carrière
En 2012, il remporte la médaille d'or de l'épreuve par équipes aux Championnats du monde junior.
Lors du Grand Prix d'été 2014, il obtient ses premiers résultats dans l'élite internationale en remportant les deux manches d'Hakuba et se classe deuxième du classement final.
Sélectionné pour l'épreuve d'ouverture de la Coupe du monde 2014-2015 à Klingenthal, il chute à l'entraînement, mais s'en tire sans blessure majeures. Finalement, il fait ses débuts en Coupe du monde, en décembre 2014 à Engelberg et se classe onzième. Il signe ensuite son premier top 10 avec une septième place à Sapporo en janvier 2015. Cependant après l'été 2015, il décide de quitter l'équipe nationale à cause d'un manque important de motivation.

## Palmarès

### Coupe du monde
- Meilleur classement général : 31e en 2015.
- Meilleur résultat individuel : 7e.

#### Différents classements en Coupe du monde
| Année     | Classement général final |
| 2014-2015 | 31e                      |

### Championnats du monde junior
- Médaille d'or de l'épreuve par équipes en 2012 à Erzurum.

### Grand Prix d'été
- 2e de l'édition 2014.
- 2 victoires.